# Collatino

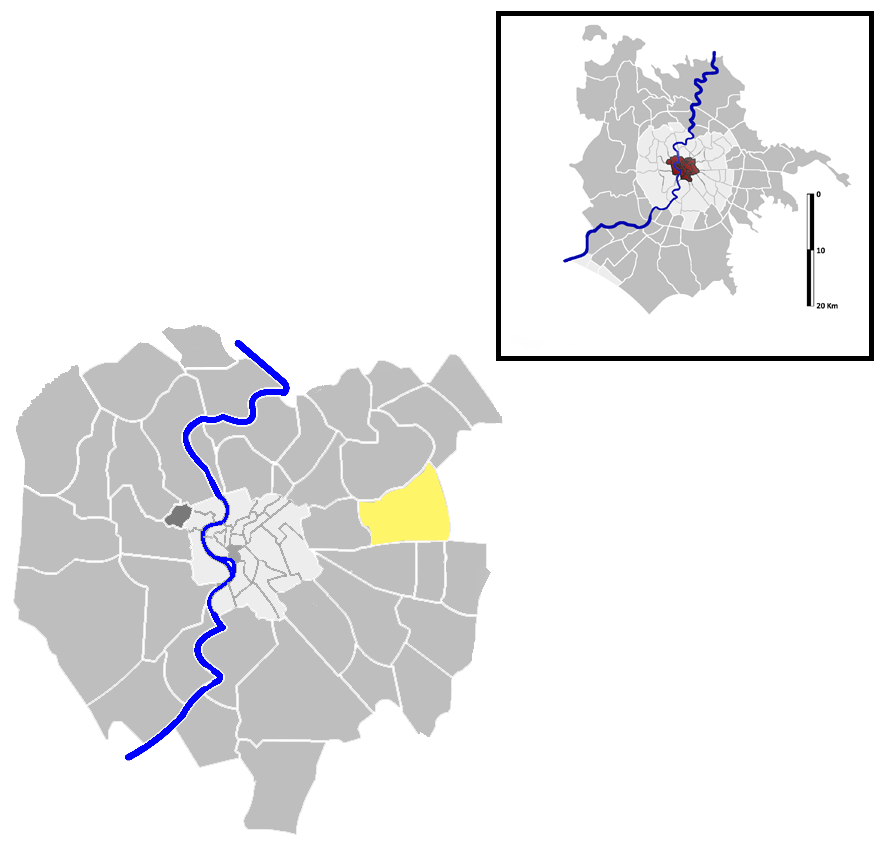
Localisation de Collatino sur la carte administrative de Rome.

Collatino est un quartiere (quartier) situé au nord-est de Rome en Italie et prend son nom de la via Collatina qui le traverse. Il est désigné dans la nomenclature administrative par Q.XXII et fait partie des Municipio IV et V. Sa population est de 71 275 habitants répartis sur une superficie de 6,164 6 km2.

## Lieux particuliers
- Villa Gordiani
- Église Santa Maria Addolorata
- Église San Giovanni Battista in Collatino
- Église Santa Maria della Visitazione
- Église Santa Maria del Soccorso
- Église Sant'Igino papa
- Église San Giuseppe artigiano a Via Tiburtina
- Église Sant'Agapito
- Église Gesù di Nazareth
- Dans le Parc Grandi, stèle, inaugurée en novembre 2018, à la mémoire de Nicole Lelli et de toutes les victimes de féminicides